# Lokowanie tematu
Lokowanie tematu – przekaz handlowy polegający na nawiązywaniu do towaru, usługi lub ich znaku towarowego w scenariuszu lub liście dialogowej audycji w zamian za opłatę lub podobne wynagrodzenie.
Lokowanie tematu jest w polskim porządku prawnym zakazane w oparciu o art. 16 c) pkt 3 ustawy o radiofonii i telewizji.